# Neofit (Sosnin)
Neofit, nazwisko świeckie Sosnin (ur. 1794, zm. 23 czerwca?/5 lipca 1868 w okolicach Wierchoturia) – rosyjski biskup prawosławny. 

## Życiorys
Absolwent Moskiewskiej Akademii Duchownej (1820), po jej ukończeniu został zatrudniony jako wykładowca historii i języka niemieckiego w seminarium duchownym w Kostromie. Święcenia kapłańskie przyjął w 1822, zaś trzy lata później złożył wieczyste śluby mnisze. W 1826 został rektorem seminarium duchownego w Archangielsku, zaś 7 listopada tego samego roku objął obowiązki przełożonego monasteru Podwyższenia Krzyża Pańskiego na wyspie Kij. W 1830 został przeniesiony na analogiczne stanowisko w seminarium duchownym we Włodzimierzu z równoczesną nominacją do godności przełożonego monasteru Trójcy Świętej w Perejasławiu Zaleskim. 
15 listopada 1836 został wyświęcony na biskupa starickiego, wikariusza eparchii twerskiej. Po dwóch latach został ordynariuszem eparchii wiackiej i słobodzkiej, zaś w 1851 został biskupem permskim i wierchoturskim. W Permie przeprowadził przebudowę miejscowego seminarium duchownego, polecił wzniesienie przy nim cerkwi św. Jana Teologa, otworzył także cerkiew Zwiastowania przy miejscowym gimnazjum męskim. Na terenie całej eparchii doprowadził do otwarcia dwudziestu nowych świątyń, przebudował sobór katedralny w Permie, zorganizował szkołę dla córek duchownych, rozpoczął wydawanie oficjalnego pisma eparchialnego, zorganizował pierwszy w historii zjazd duchowieństwa całej administratury. W 1854 otrzymał godność arcybiskupa. Zmarł nagle w 1868 w czasie wizytacji cerkwi eparchii i zgodnie z własnym życzeniem został pochowany w głównym soborze monasteru św. Mikołaja w Wierchoturiu. 
Odznaczony orderem św. Anny II stopnia (1833), św. Anny I stopnia (1839) i św. Włodzimierza II stopnia (1845). 
Biskup Neofit jest jednym z bohaterów zbiorów szkiców Nikołaja Leskowa Drobiazgi z życia biskupów, w którym obok metropolity Filareta (Amfitieatrowa) został ukazany jako jeden z nielicznych współczesnych rosyjskich biskupów prawosławnych odznaczających się wzorową chrześcijańską postawą, wzór do naśladowania, dający nadzieję na moralną odnowę kraju.